# Alberto Baena Arroyo
Alberto Baena Arroyo (Conil de la Frontera, Andalucía, España, 23 de marzo de 1987) es un árbitro de baloncesto español de la liga EBA. Pertenece al Comité de Árbitros de Cataluña.

## Trayectoria
Inicialmente se trasladó a la ciudad de Cáceres para empezar sus estudios de INEFC, donde comenzó su trayectoria como árbitro. Dos años más tarde pidió el cambio de expediente para seguir estudiando en Barcelona. También siguió con las labores arbitrales en la Federación Catalana de Baloncesto.
Ascendió a la máxima división catalana en 2011. Dos temporadas más tarde conseguía el ascenso al Grupo 2 de la FEB (LF2 y EBA) y la 2015-16 comenzó a dirigir partidos de la Liga Día y FEB. En septiembre de 2018 la comisión técnica del Departamento Arbitral de la ACB confirmó su ascenso a la Liga ACB.

### Internacional
El 23 de agosto de 2021 obtuvo la licencia internacional para el ciclo 2021-23, con el distintivo ‘black’, la mayor categoría que permite dirigir cualquier partido internacional.
El 17 de agosto de 2022 se conoció que el colegiado fue invitado a participar en el Clínico para Árbitros de la Euroleague Basketball. La temporada 2022-23, será uno de los árbitros de las competiciones organizadas por la Euroleague Basketball: Euroliga y Eurocup.

## Temporadas
| Categoría         | País   | Año       |
| ----------------- | ------ | --------- |
| Categorías bases  | España | 2006-11   |
| Copa Cataluña     | España | 2011-13   |
| Grupo 2 de la FEB | España | 2013-15   |
| Grupo 1 de la FEB | España | 2015-18   |
| Liga ACB          | España | 2018-Act. |
| Euroliga/EuroCup  | Europa | 2021-Act. |